# Уряд Східного Тимору
Уряд Східного Тимору — вищий орган виконавчої влади Східного Тимору.

## Голова уряду
- Прем'єр-міністр — Руй Марія ді Араужу (англ. Rui Maria de Araujo).
- Міністр-координатор з економічних питань — Естаніслау да Сілва (англ. Estanislau da Silva).
- Міністр-координатор з соціальних і освітніх питань — Антоніу да Консейкао (англ. Antonio da Conceicao).
- Міністр-координатор з питань державного управління — Діонісіу Бабу Соарес (англ. Dionisio Babo Soares).

## Кабінет міністрів
Склад чинного уряду подано станом на 18 квітня 2016 року.
| Логотип | Міністерство                                          | Міністр                                                                   | Фото | Час на посаді | Час на посаді | Партія | Партія | Вебсайт |
| ------- | ----------------------------------------------------- | ------------------------------------------------------------------------- | ---- | ------------- | ------------- | ------ | ------ | ------- |
|         | Міністерство внутрішніх справ                         | Лонгуньос Монтеріу (Longuinhos Monterio)                                  |      |               |               |        |        |         |
|         | Міністерство громадських робіт, транспорту та зв'язку | Гастао ді Соуза (Gastao de Sousa)                                         |      |               |               |        |        |         |
|         | Міністерство державного управління                    | Жоржі да Консейкао Теме (Jorge da Conceicao Teme)                         |      |               |               |        |        |         |
|         | Міністерство закордонних справ                        | Ернані Коельо (Hernani Coelho)                                            |      |               |               |        |        |         |
|         | Міністерство комерції, промисловості та екології      | Антоніу да Консейкао (Antonio da Conceicao)                               |      |               |               |        |        |         |
|         | Міністерство нафти й природних ресурсів               | Альфреду Пірес (Alfredo Pires)                                            |      |               |               |        |        |         |
|         | Міністерство оборони                                  | Кірілу Жозе Крістовао (Cirilo Jose Cristovao)                             |      |               |               |        |        |         |
|         | Міністерство освіти                                   | Жоао Кансіо Фрейтас (Joao Cancio Freitas)                                 |      |               |               |        |        |         |
|         | Міністерство охорони здоров'я                         | Марія ду Сеу Сарменту Піна да Коста (Maria do Ceu Sarmento Pina da Costa) |      |               |               |        |        |         |
|         | Міністерство сільського і рибного господарства        | Естаніслау да Сілва (Estanislau da Silva)                                 |      |               |               |        |        |         |
|         | Міністерство соціальної солідарності                  | Ісабель Амарал Гутеррес (Isabel Amaral Guterres)                          |      |               |               |        |        |         |
|         | Міністерство туризму, мистецтв і культури             | Франсіску Кальбуаді Лай (Francisco Kalbuady Lay)                          |      |               |               |        |        |         |
|         | Міністерство фінансів                                 | Сантіна Кардосу (Santina Cardoso)                                         |      |               |               |        |        |         |
|         | Міністерство юстиції                                  | Іву Валенте (Ivo Valente)                                                 |      |               |               |        |        |         |
|         | Представник президента в кабінеті міністрів           | Ерменежільду Перейра (Hermenegildo «Agio» Pereira)                        |      |               |               |        |        |         |